# Stefania Grodzieńska
Stefania Grodzieńska (n. 2 septembrie 1914, Łódź, Imperiul Rus – d. 28 aprilie 2010, Konstancin-Jeziorna, Mazovia, Polonia) a fost o scriitoare poloneză, actriță de teatru și de film în timpul celei de-a Doua Republici Poloneze; dansatoare, crainic de radio și satirist. A fost cunoscută ca Prima Doamnă a Umorului Polonez. Stefania Grodzieńska a fost de origine evreiască.

## Biografie
Grodzieńska s-a născut în Łódź într-o familie de profesori universitari în ultimii ani ai ocupației Imperiului Rus. A petrecut o parte din copilărie la Moscova și a urmat o școală de balet la Berlin. S-a căsătorit pentru prima dată la 18 ani și s-a mutat la Varșovia în 1933. A lucrat la Teatrul Cyganeria și a dansat la Teatr Kameralny (Teatrul intim). Curând, directorul Fryderyk Jarosy a adus-o în trupa Cyrulik Warszawski, un teatru satiric polonez. Grodzieńska și-a întâlnit acolo al doilea soț, scriitorul Jerzy Jurandot, cu care s-a căsătorit în 1938. În timpul ocupației naziste germane a Poloniei, ei au locuit în ghetoul din Varșovia, dar au scăpat înainte de Marea Acțiune (în germană Grossaktion) de la Varșovia din 1942 (parte a exterminării sistematice a evreilor). 
După cel de-al doilea război mondial, a început să scrie scurte eseuri (feuilleton) pentru revista satirică poloneză Szpilki, a scris de asemena multe monologuri și schițe. Eseurile ei au fost interpretate de Hanka Bielicka⁠(d), Adolf Dymsza⁠(d), Loda Halama⁠(d), Alina Janowska⁠(d), Kalina Jędrusik, Bogumił Kobiela⁠(d), Irena Kwiatkowska⁠(d) și alții. Timp de câțiva ani, Stefania Grodzieńska a lucrat la Polskie Radio, apoi pentru câțiva ani în secțiunea de divertisment a Televiziunii Poloneze.
A fost soția lui Jerzy Jurandot⁠(d), poet, dramaturg, satirist și compozitor. Stefania Grodzieńska a murit după o scurtă boală la 28 aprilie 2010, la vârsta de 95 de ani, la Skolimów.

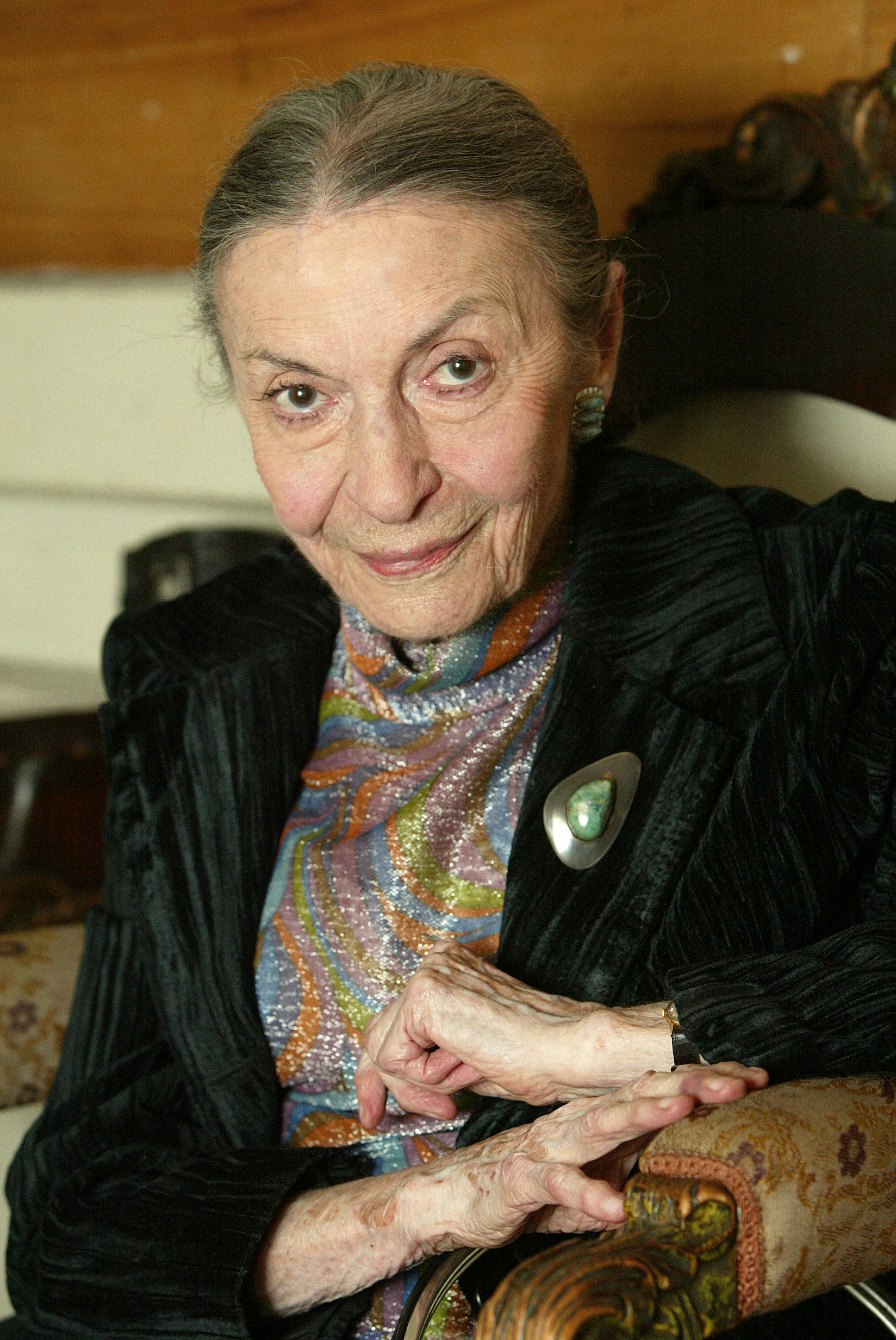
Stefania Grodzieńska

## Lucrări scrise
Ea a scris mai multe serii de scurte eseuri (feuilleton): Dzionek satyryka, Jestem niepoważna, Brzydki ogród, Felietony i humoreski, Plagi i plażki, Rozmówki și Kłania się PRL. De asemenea, ea a scris romanul, Wspomnienia chałturzystki, precum și mai multe biografii și memorii.

## Premii și distincții

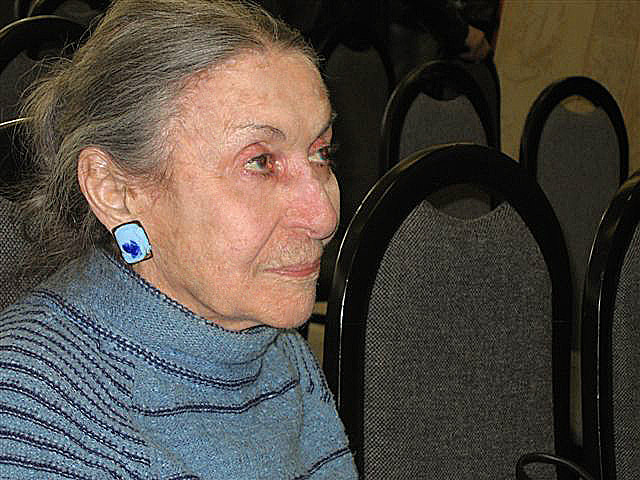
Grodzieńska în 2006 (la 92 de ani)

- Diamentowy Mikrofon (Microfonul de diamant)
- Hiacynt (Zambila)
- Crucea comandantului Polonia Restituta
- Medalia de aur pentru meritul în cultură - Gloria Artis